# Fritillaria dajinensis
Fritillaria dajinensis är en liljeväxtart som beskrevs av Sing Chi Chen. Fritillaria dajinensis ingår i Klockliljesläktet och i familjen liljeväxter. Inga underarter finns listade.